# 반안중학교
반안중학교(盤安中學校)는 대한민국 부산광역시 해운대구 반여동에 있는 공립 중학교이다.

## 학교 연혁
- 2002년 1월 1일 : 학교설립 인가
- 2002년 3월 1일 : 초대 김인길 교장 취임
- 2002년 3월 5일 : 제1회 입학식(9학급 244명)
- 2005년 2월 17일 : 제1회 졸업식(9학급 302명)
- 2016년 3월 1일 : 학생평가 정책 연구학교 운영
- 2023년 2월 20일 : 부산형 셉테드(안전드림) 사업 완료(농구장 구축)
- 2024년 2월 7일 : 제20회 졸업식(남 76명, 여 71명 계 147명, 총 5,298명)
- 2024년 3월 3일 : 운동장 잔디 조성 완료
- 2024년 9월 1일 : 제11대 조현미 교장 취임
- 2025년 3월 4일 : 제24회 입학식(남 80명, 여 86명 계 166명)

## 참고 자료
- 반안중학교 - 한국교육학술정보원 학교알리미